# Johan Schoonderbeek
Johannes Jacobus Hermanus Schoonderbeek (Naarden, 27 september 1874 – Naarden, 3 maart 1927) was een Nederlands dirigent.
Hij was zoon van Valentijn Paulus Schoonderbeek (1835-1898) en Maria Elisabeth Arentsen, wonende aan de Pastoorstraat 66. Broer Harmanus Valentijn (Herman) Schoonderbeek was redelijk bekend fluitist in Het Gooi, maar ook organist van De Grote Kerk in Naarden en opgevolgd door zijn zoon Valentijn Schoonderbeek. Johan Schoonderbeek was getrouwd met Georgette (Jettie) Vreedenberg. Ondanks de beginnende muzieklessen zou Schoonderbeek eigenlijk militair worden; het pakte anders uit.
Zijn eerste muzieklessen ontving hij van zijn vader die organist was van de Grote Kerk in Naarden, hij was tevens stadsmuziekmeester en oprichter en dirigent van het Koor der Zangevereniging Excelsior. Daarna volgde een opleiding aan het Conservatorium van Amsterdam van Bernard Zweers (muziektheorie), Jean-Baptiste de Pauw (orgel) en Henri Bosmans (cello). Hij ging werken als (koor)dirigent, organist (Grote Kerk) en muziekmeester aan de muziekschool van de Maatschappij tot Bevordering der Toonkunst in Bussum en Hilversum; van die maatschappij in Bussum was hij ook voorzitter. Hij leidde een hele ris koren:
- Christelijke Oratorium Vereniging te Amsterdam (in 1920 overgenomen door Hubert Cuypers)
- Koninklijke Oratorium Vereniging Excelsior te Den Haag (in 1920 overgenomen door Richard Stronck)
- Toonkunstkoor Bussum, dat hij van de grond probeerde te tillen, hetgeen mislukte
- Vita Nuova te Hilversum
- Mannenkoor Weesp.

Hij was niet alleen in Nederland actief; in 1898 waren onder zijn leiding minstens twee concerten bekend in Berlijn; bijzonder omdat alleen Nederlandse werken werden uitgevoerd. Hij was liefhebber van werken van Alphons Diepenbrock (Stabat Mater Speciosa) en Bernard Zweers (Aan de schoonheid en Gijsbrecht van Amstel). Tussen 1902 en 1925 stond Schoonderbeek 68 keer voor het Concertgebouworkest, soms in Naarden maar ook in Amsterdam. Hij leidde er grote koorwerken zoals requiems en missen.
Al in 1920 moest hij vanwege ziekte rustiger aan gaan doen. In 1921 pakte hij de draad weer op en richtte samen met zijn vrouw Georgette Vreedenbrug de Nederlandse Bachvereniging op. Hij werd er dirigent, zij zong mee in het koor (in de loop der jaren kreeg ze de bijnaam "Bachmoeder"). Op Goede Vrijdag 1922 werd begonnen aan een jarenlange traditie van uitvoeringen van de Matthäus-Passion van Johan Sebastian Bach. Voor die uitvoering wist Schoonderbeek sterren te strikken als sopraan Aaltje Noordewier-Reddingius, alt Ilona Durigo, tenor George Walter, bassen Max Kloos en Jacques Caro, violist Louis Zimmermann en organist J.A. de Zwaan. Kaarten waren onder andere te koop bij Broekmans & Van Poppel in Amsterdam. Echter al snel rees de vraag of die traditie wel stand kon houden. Bij de versie van 1926 en 1927 moest Schoonderbeek zich vanwege gezondheidsklachten laten vervangen door Siegfried Ochs.
In 1923 volgde nog het directeurschap van het Gooisch Muziek Lyceum in Hilversum. Hij werd begraven vanuit de woning Comeniuslaan 12 te Bussum en vond rust op de Algemene Begraafplaats van Naarden.
Schoonderbeek werd benoemd in de Huisorde van Oranje (1909) en in de Orde van Oranje-Nassau (1910). Naarden kent een Johan Schoonderbeeklaan.